# Roberto Rosales
Roberto José Rosales Altuve (* 20. November 1988 in Caracas) ist ein venezolanischer Fußballspieler, der aktuell für Deportivo Táchira FC spielt.

## Karriere

### Vereine
Als Junge absolvierte Roberto Rosales die Fußballschule der Escuela del Instituto Pedagógico in seiner venezolanischen Heimat. Mit 15 Jahren wechselte er zum FC Deportivo Gulima. Er spielte in den nationalen Meisterschaften für U-17- und U-20-Mannschaften, ehe er in die Jugendabteilung des dominierenden Hauptstadtklubs Caracas FC aufgenommen wurde. Hier konnte er sich 2006 noch mit 17 Jahren in die erste Mannschaft spielen. Aufgrund seiner Schnelligkeit und Technik galt er als eines der größten Fußballtalente des Landes. Als er im Jahr 2007 nach Europa kam, wurde er beim RSC Anderlecht aus medizinischen Gründen noch abgelehnt, doch nach einem Probetraining bei der KAA Gent erhielt er dort einen Vertrag. Er spielte 15 Mal in der Ersten Division und gab am 14. Juli 2007 sein internationales Vereinsdebüt mit einem Einsatz im UI-Cup beim 4:0-Sieg in Nordirland gegen Cliftonville FC. Seine Premierensaison schloss er erfolgreich mit der erst dritten Pokalfinalteilnahme der KAA Gent ab.
In der Folgesaison 2008/09 blieb Rosales in der ersten Halbserie zunächst eher Ergänzungsspieler, doch in der Rückrunde hatte er seinen Durchbruch. In der Spielzeit 2009/10 war er Stammspieler; Gent wurde Ligadritter und gewann diesmal den Pokal. Die Sportwereld der Zeitung Het Nieuwsblad nannte Rosales am Ende der Spielzeit eine „Augenweide auf der rechten Seite“ und wählte ihn in ihre „Elf der Saison“. Obwohl der offensiv starke rechte Verteidiger eher als Flankengeber denn als Torschütze brilliert, konnte er in seinen 32 Saisonspielen fünf Treffer erzielen. Da er einer der herausragenden Spieler der KAA Gent war, wollte ihn der Vereinsvorstand trotz verschiedener Anfragen nicht verkaufen. Doch Rosales folgte letztlich seinem Trainer Michel Preud’homme zum FC Twente, bei dem er den scheidenden Ron Stam ersetzte.
In Enschede konnte er sich in der Saison 2010/11 schnell einen Stammplatz sichern. Dabei kam er auch in der Gruppenphase der Champions League in allen Spielen des FC Twente zum Einsatz und erzielte im Match gegen Tottenham Hotspur den Treffer zum zwischenzeitlichen 2:2-Ausgleich.
Zur Saison 2014/15 wechselte Rosales zum FC Málaga. Im Sommer 2018 wurde er für ein Jahr auf Leihbasis an Espanyol Barcelona ausgeliehen. 2019 wechselte er zu CD Leganés. Nach Auslaufen seines Zweijahresvertrages schloss er sich 2021 AEK Larnaka aus der zyprischen First Division an und wechselte 2023 nach Brasilien zu Sport Recife. Nach einem Jahr kehrte er in sein Heimatland zurück und unterschrieb bei Deportivo Táchira FC.

### Nationalmannschaft
Rosales spielte, ehe er nach Europa kam, bereits in der U20-Nationalmannschaft seines Heimatlandes. Am 29. März 2007 gab er sein Debüt in der A-Nationalmannschaft, als er beim 5:0-Sieg im Freundschaftsspiel gegen Neuseeland zur zweiten Halbzeit eingewechselt wurde. Bis November 2022 absolvierte er 92 Länderspiele im Trikot der Vinotinto, der „Weinroten“.

## Erfolge
FC Caracas
- Venezolanischer Meister: 2007

KAA Gent
- Belgischer Pokalsieger: 2010

FC Twente Enschede
- Niederländischer Superpokalsieger: 2010
- Niederländischer Pokalsieger: 2011
- Niederländischer Vizemeister: 2011